# 플래시 애니메이션
플래시 애니메이션(Flash animation), 플래시 만화, 플래시 카툰은 어도비 플래시나 이와 비슷한 소프트웨어를 이용하여 만든 애니메이션 영화이다. 보통 SWF 파일 확장자로 배포된다.
매크로미디어가 개발한 플래시는 2005년 4월 소프트웨어 거대 기업 어도비에 인수되었으며 현재 최신 버전은 플래시 CSS 5이다. 플래시 애니메이션 형태로 만든 저명한 작품은 John Kricfalusi가 만든 렌과 스팀피(The Ren & Stimpy Show)이다.

## 같이 보기
- 어도비 플래시
- 플래시 애니메이션 목록